# Belmonte (Miranda)
Belmonte (asturisch Balmonte) ist eine Parroquia und ein Ort in der Gemeinde Belmonte de Miranda der Autonomen Region Asturien im Norden Spaniens.
Belmonte ist auch Verwaltungssitz der gleichnamigen Gemeinde. Die 628 Einwohner (2011) leben in 23 Dörfern auf einer Fläche von 32,52 km². Der Río Pigueña durchquert die Parroquia.

## Sehenswürdigkeiten
- Pfarrkirche San Bartolomé in Belmonte
- El Machuco, eine rekonstruierte römische Schmiede

## Dörfer und Weiler der Parroquia
| Name            | Asturisch     | Einwohner 2011 | Koordinaten                 |
| --------------- | ------------- | -------------- | --------------------------- |
| Alvariza        | Albariza      | 26             | 43° 17′ 54″ N, 6° 14′ 8″ W  |
| La Ferrerie     |               | (17)           | Teilort von Alvariza        |
| El Machucu      |               | (9)            | Teilort von Alvariza        |
| Belmonte        | Balmonte      | 414            |                             |
| Cezana          |               | 29             |                             |
| Courias         | Corias        | 46             | Vorort von Belmonte         |
| Dolia           |               | 13             |                             |
| La Durera       | La Dorera     | 9              |                             |
| Faedo           | El Faeu       | 9              |                             |
| Faidiello       | Faidieḷḷu     | 5              |                             |
| Fresnedo        | Freisnéu      | 21             | 43° 17′ 32″ N, 6° 14′ 27″ W |
| Meruxa          |               | 19             |                             |
| Posadorio       | El Pousadoriu | 11             |                             |
| La Repenerencia |               | 8              |                             |
| Tablado         | Tablau        | 7              |                             |
| Tiblos          |               | 1              |                             |
| La Vellosa      | La Bellosa    | unbewohnt      |                             |
| Coladiello      | Coladiellu    | unbewohnt      |                             |
| Las Cruces      |               | 5              |                             |
| El Estilleiro   | L'Estilleiru  | 2              |                             |
| La Granda       |               | 2              |                             |
| Montescuso      | Montescusu    | unbewohnt      |                             |
| Pascual         |               | 1              |                             |